# Грејпвју (Вашингтон)
Грејпвју (енгл. Grapeview) насељено је место без административног статуса у америчкој савезној држави Вашингтон.

## Демографија
По попису из 2010. године број становника је 954.
| Група             | 2000.    | 2010.       |
| Белци             | 0 (0,0%) | 886 (92,9%) |
| Афроамериканци    | 0 (0,0%) | 2 (0,2%)    |
| Азијати           | 0 (0,0%) | 15 (1,6%)   |
| Хиспаноамериканци | 0 (0,0%) | 21 (2,2%)   |
| Укупно            | 0        | 954         |